# John Zerucelli
John Zerucelli est un homme politique canadien en Ontario.
Il est député de la circonscription fédérale ontarienne d'Etobicoke-Nord à la Chambre des communes depuis avril 2025 sous la bannière du Parti libéral du Canada. Le mois suivant il entre au cabinet du premier ministre Mark Carney au poste de secrétaire d'État au Travail.
Zerucelli est précédemment directeur des opérations dans le cabinet du premier ministre.